# Lipocheilus carnolabrum
Lipocheilus carnolabrum es una especie de peces de la familia Lutjanidae en el orden de los Perciformes.

## Morfología
• Los machos pueden llegar alcanzar los 50 cm de longitud total.

## Hábitat
Es un pez de mar y de aguas profundas que vive entre 90-340 m de profundidad.

## Distribución geográfica
Se encuentra desde el Mar Arábigo hasta Vanuatu., las Islas Ryukyu y el norte de Australia.